# Behavioral and Brain Functions
Behavioral and Brain Functions (dansk: Adfærdsmæssige og Hjernefunktioner) er et videnskabeligt tidsskrift, der blev offentliggjort i artiklerne i adfærdsmæssige neurovidenskabelige forskning. Bladet blev grundlagt i 2005 og er udgivet af BioMed Central. Den stiftende redaktør var Terje Sagvolden. Siden 2017 Wim Crusio er chefredaktør.

## Ekstern henvisning
- Hjemmeside (engelsk)